# Tổng tuyển cử Vương quốc Liên hiệp Anh và Bắc Ireland 2015
Tổng tuyển cử Vương quốc Liên hiệp Anh và Bắc Ireland 2015 được tổ chức ngày 7 tháng 5 năm 2015 để bầu Quốc hội lần thứ 56 của Vương quốc Liên hiệp Anh và Bắc Ireland. Tổng tuyển cử đã diễn ra ở tất cả 650 khu vực của Vương quốc Liên hiệp Anh và Bắc Ireland, mỗi khu vực bầu 1 nghị sĩ cho Viện Thứ Dân (hạ nghị viện), còn được gọi hạ nghị sĩ. Bên cạnh tổng tuyển cử, các cuộc bầu cử địa phương diễn ra ở hầu hết nước Anh trong cùng một ngày, ngoại trừ Đại Luân Đôn.
Các cuộc thăm dò dư luận trong thời gian tranh cử cho rằng hai đảng Bảo thủ và Công Đảng sẽ không chiếm được tuyệt đối để thành lập chính phủ dẫn đến Quốc hội treo, với cuộc bầu cử được xem là khó lường nhất trong nhiều thập niên. Các cuộc thăm dò đã cho thấy là không lường trước được chiến thắng tuyệt đối của Đảng Bảo thủ, tương tự như chiến thắng bất ngờ của họ trong cuộc tổng tuyển cử năm 1992. David Cameron, Thủ tướng đương nhiệm hiện đang liên minh với Đảng Dân chủ Tự do năm 2010 đã được bổ nhiệm lại cho nhiệm kỳ thứ 2 với 36,9% số phiếu và 331 ghế, hơn số ghế quá bán cần thiết (vì các nghị sĩ thuộc đảng Sinn Féin không tính và Chủ tịch Hạ viện không được bỏ phiếu theo cách thông thường, số ghế thực tế cần thiết chỉ cần 323). Chính phủ Cameron nhiệm kỳ 2 sẽ được bổ nhiệm với đa số đảng viên Bảo thủ, lần đầu tiên từ năm 1992. Công Đảng do Ed Miliband lãnh đạo đứng thứ 2 chiếm 30,4% số phiếu và 232 ghế, kết quả xấu nhất của họ từ năm 1987.
Đảng Quốc gia Scotland có sự đột biến đáng kể sau cuộc trưng cầu dân ý Scotland độc lập năm 2014, với chiến thắng chưa từng có chiếm 56/59 ghế tại Scotland, trở thành Đảng lớn thứ 3 trong Viện Thứ Dân. Đảng Dân chủ Tự do do Phó Thủ tướng Nick Clegg lãnh đạo mất 49 ghế trong tổng số 57 ghế khóa trước, còn giữ lại 8 ghế và cùng với Đảng Dân chủ Thống nhất của Bắc Ireland trở thành 2 Đảng lớn thứ 4 trong Viện Thứ Dân. Đảng Xanh có 1 ghế duy nhất là của Brighton Pavilion. Trong khi đó Đảng Quốc gia Anh mất sạch số ghế. Cuộc tổng tuyển cử cũng đánh dấu sự đi lên của Đảng Độc lập Anh tuy chỉ có 1 ghế nhưng có số phiếu được bầu lớn thứ 3 (12,9%), lãnh đạo Đảng Nigel Farage không giành chiến thắng thêm tại đơn vị bầu cử Nam Thanet. Sau khi cuộc bầu cử kết thúc, Miliband, Clegg và Farage đều từ chức lãnh đạo Đảng của mình.

## Quá trình bầu cử
Đạo luật Kỳ hạn Quốc hội 2011 quy định cứ 5 năm tổ chức tổng tuyển cử một lần. Vào lúc kết thúc kỳ hạn năm năm, một Hạ viện mới phải được bầu chọn. Viện Thứ Dân khóa 54 bị giải thể vào ngày 30/3/2015 và lịnh trình bầu cử vào ngày 7/5/2015. Các cuộc bầu cử địa phương diễn ra đồng thới với ngày tổng tuyển cử trừ Đại London. Không có cuộc bầu cử khác được dự kiến diễn ra ở Scotland, Wales hay Bắc Ireland, ngoài các địa phương bất kỳ theo cuộc bầu cử. Trong cuộc tổng tuyển cử các khu vực bỏ phiếu Nghị viện bầu ra hạ nghị sĩ hay được gọi đại biểu Viện Thứ Dân.
Mỗi khu vực bỏ phiếu Nghị viện bầu ra 1 đại biểu bằng hệ thống bầu cử đa nguyên. Nếu một đảng có quyền đa số ghế thì có thể thành lập chính phủ. Trong trường hợp không có đảng đa số, Quốc hội sẽ treo. Trong trường hợp này tùy chọn thành phần hình thành chính phủ hoặc thành lập chính phủ thiểu số, hoặc chính phủ liên minh.
Mặc dù Đảng Bảo thủ lên kế hoạch giảm số ghế trong Hạ viện từ 650 xuống 600, qua cuộc họp thường kỳ xem xét cử tri của Westminster lần thứ 6 thuộc Luật hệ thống bầu cử và cử tri năm 2011, việc giảm số ghế bị trì hoàn do luật đăng ký bầu cử và quản lý năm 2013 về việc sửa đạo luật năm 2011. Việc rà soát sửa đổi ranh giới sẽ được tiến hành vào năm 2018, do đó tổng tuyển cử 2015 bị tranh cãi sử dụng ranh giới khu vực bầu cử năm 2010. Trong số 650 khu vực bầu cử, 533 là ở Anh, 59 ở Scotland, 40 ở xứ Wales và 18 ở Bắc Ireland.
Ngoài ra đạo luật 2011 bắt buộc một cuộc trưng cầu ý dân năm 2011 về việc thay đổi cách bỏ phiếu từ hệ thống đa nguyên sang hệ thống bầu cử thay thế trong cuộc bầu cử hạ viện. Liên minh Bảo thủ-Dân chủ Tự do cam kết thành lập chính phủ liên minh để trưng cầu ý dân. Cuộc trưng cầu diễn ra tháng 5/2011 và vẫn giữ nguyên hệ thống bầu cử đa nguyên. Cuộc tổng tuyển cử năm 2010 Đảng Dân chủ Tự do cam kết sẽ thay đổi hệ thống bầu cử, và Công Đảng hứa sẽ trưng cầu ý dân về hệ thống bầu cử. Đảng Bảo thủ thì sẽ hứa sẽ thông qua hệ thống bầu cử nhưng cắt giảm 10% khu vực bầu cử. Đảng Dân chủ Tự do lên kế hoạch giảm số ghế xuống còn 500 để cân bằng hệ thống.
Chính phủ cho tăng tiền mà các Đảng và ứng viên tranh cử được phép chi lên 23%, một động thái chống lại lời khuyên cửa Ủy ban bầu cử. Tại mỗi khu vực bầu cử các Đảng chi trong suốt 100 ngày từ khi Hạ viện giải thể ngày 30/3 là £30,700, cộng thêm mỗi khoản trơ cấp cử tri trong thành phố và tỉnh là sáu bảng và chín bảng. Một khoản hỗ trợ bổ sung là hơn £ 8700 có sẵn khi Hạ viện giải tán. Đảng chính trị đã bỏ khoảng £ 31.1 triệu trong cuộc tổng tuyển cử năm 2010, trong đó Đảng Bảo thủ đã dành 53%, Công Đảng đã dành 25% và Tự do Dân chủ 15%.
Đây là cuộc tổng tuyển cử đầu tiên đăng ký theo cá nhân chứ không phải theo hộ gia đình.
Mặc dù Đảng Bảo thủ lên kế hoạch giảm số ghế trong Hạ viện từ 650 xuống 600, qua cuộc họp thường kỳ xem xét cử tri của Westminster lần thứ 6 thuộc Luật hệ thống bầu cử và cử tri năm 2011, việc giảm số ghế bị trì hoàn do luật đăng ký bầu cử và quản lý năm 2013 về việc sửa đạo luật năm 2011. Việc rà soát sửa đổi ranh giới sẽ được tiến hành vào năm 2018, do đó tổng tuyển cử 2015 bị tranh cãi sử dụng ranh giới khu vực bầu cử năm 2010. Trong số 650 khu vực bầu cử, 533 là ở Anh, 59 ở Scotland, 40 ở xứ Wales và 18 ở Bắc Ireland.
Ngoài ra đạo luật 2011 bắt buộc một cuộc trưng cầu ý dân năm 2011 về việc thay đổi cách bỏ phiếu từ hệ thống đa nguyên sang hệ thống bầu cử thay thế trong cuộc bầu cử hạ viện. Liên minh Bảo thủ-Dân chủ Tự do cam kết thành lập chính phủ liên minh để trưng cầu ý dân. Cuộc trưng cầu diễn ra tháng 5/2011 và vẫn giữ nguyên hệ thống bầu cử đa nguyên. Cuộc tổng tuyển cử năm 2010 Đảng Dân chủ Tự do cam kết sẽ thay đổi hệ thống bầu cử, và Công Đảng hứa sẽ trưng cầu ý dân về hệ thống bầu cử. Đảng Bảo thủ thì sẽ hứa sẽ thông qua hệ thống bầu cử nhưng cắt giảm 10% khu vực bầu cử. Đảng Dân chủ Tự do lên kế hoạch giảm số ghế xuống còn 500 để cân bằng hệ thống.
Chính phủ cho tăng tiền mà các Đảng và ứng viên tranh cử được phép chi lên 23%, một động thái chống lại lời khuyên cửa Ủy ban bầu cử. Tại mỗi khu vực bầu cử các Đảng chi trong suốt 100 ngày từ khi Hạ viện giải thể ngày 30/3 là £30,700, cộng thêm mỗi khoản trơ cấp cử tri trong thành phố và tỉnh là sáu bảng và chín bảng. Một khoản hỗ trợ bổ sung là hơn £ 8700 có sẵn khi Hạ viện giải tán. Đảng chính trị đã bỏ khoảng £ 31.1 triệu trong cuộc tổng tuyển cử năm 2010, trong đó Đảng Bảo thủ đã dành 53%, Công Đảng đã dành 25% và Tự do Dân chủ 15%.
Đây là cuộc tổng tuyển cử đầu tiên đăng ký theo cá nhân chứ không phải theo hộ gia đình.

## Ngày bầu cử
Một cuộc bầu cử được diễn ra ngay sau khi Hạ viện bị giải thể. Tổng tuyển cử 2015 được tổ chức theo Đạo luật Kỳ hạn Quốc hội 2011 lần đầu tiên. Trước đó quyền lực giải tán Hạ viện là 1 đặc quyền của Hoàng gia, được Nữ hoàng thực hiện theo lời khuyên của Thủ tướng. Theo quy định của Luật bảy năm một lần 1716 được sửa đổi theo Luật Quốc hội năm 1911, một cuộc bầu cử được công bố vào ngày hoặc trước ngày kỉ niệm 5 năm thành lập Quốc hội khóa trước, trừ trường hợp ngoại lệ. Không vua hay nữ hoàng nào từ chối việc giải thể Quốc hội kể từ đầu thế kỷ XX, và thủ tướng thường thực hiện sẽ định cuộc tổng tuyển cử được tổ chức tại thời gian tiện lợi cho chiến thuật trong 2 năm cuối của nhiệm kỳ Quốc hội, để tăng khả năng thắng lợi bầu cử cho Đảng của mình.
Trước cuộc tổng tuyển 2010, Công Đảng và Dân chủ Tự do đã cầm cố để giới thiệu ngày tổng tuyển cử định kỳ. Liên minh Bảo thủ-Dân chủ Tự do đã thỏa thuận và chính phủ Cameron đã đồng ý với ngày tổng tuyển cử ngày 7/5/2015. Theo Đạo luật Kỳ hạn Quốc hội 2011 trong đó có quyền truất phế Thủ tướng và tư vấn Nữ hoàng tiến hành tổng tuyển cử sớm. Các dự thảo chỉ cho phép giải thể sớm nếu Quốc hội bỏ phiếu chiếm đa số 66%, hoặc chính phủ thất bại trong cuộc bỏ phiếu tín nhiệm và không có chính phủ mới được hình thành sau 14 ngày. Tuy nhiên Thủ tướng không có quyền theo Văn kiện Quốc hội ở phần 1 (5) Đạo luật Kỳ hạn Quốc hội 2011 quy định rằng ngày bầu cử sẽ được trễ hơn 2 tháng ngày 7/5/2015. Văn kiện như vậy phải được chấp thuận bởi Quốc hội. Theo luật đăng ký bầu cử và quản lý năm 2013, Đạo luật kỳ hạn năm 2011 đã được sửa đổi kéo dài thời hạn giữa ngày giải thể và bầu cử sau 17-25 ngày. Điều này áp dụng cho việc Quốc hội giải thể ngày 30/3/2015.

### Thời khóa biểu
Các ngày quan trọng là:
| Thứ 2 30/3 | Giải tán Quốc hội khóa 55 và bắt đầu thời gian tranh cử                                          |
| Thứ 7 2/5  | Ngày cuối cùng để nộp các giấy tờ đề cử, đăng ký bỏ phiếu, và yêu cầu một cuộc bỏ phiếu bưu điện |
| Thứ 5 7/5  | Ngày bầu cử                                                                                      |
| Thứ 2 18/5 | Quốc hội khóa 56 tập hợp                                                                         |
| Thứ 4 27/5 | Khai mạc Quốc hội                                                                                |

## Nghị sĩ không tái tranh cử
Cuộc bầu cử trước đây có số lượng nghị sĩ không tái tranh cử kỷ lục là 148 người, tại bầu cử lần này có 90 nghị sĩ. Gồm 38 Bảo thủ, 37 Công đảng, 10 Dân chủ tự do, 3 Độc lập, 1 Sinn Féin và 1 Plaid Cymru. Các nghị sĩ các cấp trong Quốc hội không tái tranh cử là: Gordon Brown,cựu Thủ tướng, lãnh đạo Công đảng (2007–2010) và Bộ trưởng Tài chính (1997–2007); và William Hague, Quốc vụ khanh thứ nhất, Lãnh đạo Hạ nghị viện và cựu Ngoại trưởng Vương quốc Liên hiệp (2010–2014), Lãnh đạo Đảng Bảo thủ và lãnh đạo phe đối lập (1997–2001). Cùng Brown và Hague, 17 cựu bộ trưởng khác không tái tranh cử, gồm Stephen Dorrell, Jack Straw, Alistair Darling, David Blunkett, ngài Malcolm Rifkind và bà Tessa Jowell. Cá nhân cấp cao nhất của Đảng Dân chủ Tự do cựu lãnh đạo ngài Menzies Campbell cũng không tranh cử, trong khi đó nghị sĩ có thời gian lâu nhất ("Cha của Viện") ngài Peter Tapsell liên tục từ 1959–1964 và từ tổng tuyển cử năm 1966 cũng chính thức nghỉ.

## Đảng phái và ứng viên
Tính đến hết ngày 9/4/2015 hạn chót cho đảng chính trị đăng ký thì có 428 đảng chính trị tại Anh, 36 ở Bắc Ireland đăng ký với Ủy ban bầu cử, những ứng viên không thuộc đảng phái đăng ký được xét là độc lập hoặc không ghi gì.
Đảng Bảo thủ và Công Đảng là 2 đảng lớn nhất từ năm 1922, và đã cung cấp toàn bộ Thủ tướng kể từ ngày đó. Thăm dò ý kiến 2 đảng số phiếu bầu cùng nhau nhận khoản 65-75% và giành chiến thắng 80-85% ghế và lãnh đạo của 2 đảng sẽ có người làm Thủ tướng. Đảng Dân chủ Tự do được xếp thứ 3 trong nhiều năm, theo các nhà bình luận số ghế các đảng khác đã tăng tương đối so với Dân chủ tự do kể tự tổng tuyển cử 2010. Báo The Economist đã mô tả "hệ thống quen thuộc 2 và nửa đảng" (Bảo thủ, Công Đảng, Dân chủ Tự do) gần như "không còn tiền lệ" bởi các đảng mới nổi như Đảng Độc lập Anh (UKIP), Đảng Xanh, Đảng Quốc gia Scotland (SNP). Newsnight và the economist đã mô tả quốc gia như dịch chuyển sang hệ thống 6 đảng, với Dân chủ Tự do, UKIP, SNP và đảng xanh tất cả đang được chú ý. Ofcom trong vai trò điều tiết theo dõi bầu cử tại Vương quốc Liên hiệp đã nhận xét rằng các cuộc tổng tuyển cử địa phương thang 5/2015 các chính đảng lớn tại Vương quốc Liên hiệp là Bảo thủ, Công Đảng và Tự do Dân chủ, với UKIP một đảng ở Anh và xứ Wales, SNP đảng lớn ở Scotland, Plaid Cymru (PC) ở xứ Wales, và đảng xanh không phải chính đảng lớn. 7 đảng (Bảo thủ, Công đảng, Tự do Dân chủ, UKIP, SNP, PC và đảng xanh) tham gia tranh luận bầu cử lãnh đạo.

### Ứng viên
Hạn chót cho các Đảng và cá nhân nộp ứng cử là 16:00 ngày 9/4/2015. Tổng số ứng viên đăng ký là 3.971, cao thứ 2 trong lịch sử giảm nhẹ so với kỷ lục là 4.150 tổng tuyển cử 2010. 
Có một kỷ lục khác là số ứng viên nữ tăng tỉ lệ % kỷ lục: 1020 (26.1%) năm 2015, tăng 854 (21.1%) năm 2010. Tỷ lệ nữ ứng viên dao động từ 41% Liên minh Đảng Bắc Ireland đến 12% UKIP. Các đảng có người da đen và dân tộc thiểu số: Bảo thủ 11%, Tự do Dân chủ 10%, Công đảng 9%, UKIP 6%, Đảng xanh 4%. Tuổi trung bình của các ứng cử viên cho 7 đảng lớn là 45.
Các ứng viên trẻ tuổi nhất trong 18 tuổi và ứng viên cao tuổi nhất là 84 tuổi.

## Tranh luận trên truyền hình
Cuộc tranh luận đầu tiên trên truyền hình các nhà lãnh đạo vương quốc liên hiệp đã diễn ra tổng tuyển cử khóa trước. Sau nhiều cuộc thảo luận và đề xuất khác nhau, 1 cuộc tranh luận 7 lãnh đạo đảng gồm Công đảng, Bảo thủ, Dân chủ Tự do, UKIP, Xanh, SNP và Plaid Cymru đã được tổ chức, với một loạt các chương trình liên quan.
Chiến dịch này không có các áp phích trên đường. Nhiều ý kiến cho rằng năm 2015 là "cái chết của các áp phích chiến dịch".

## Kết quả
Sau khi kiểm phiếu tại 650 khu vực bầu cử, kết quả công bố là:

| Đảng                            | Đảng | Lãnh đạo           | Số phiếu           | Số phiếu | Ghế         | Ghế       |
| ------------------------------- | ---- | ------------------ | ------------------ | -------- | ----------- | --------- |
| Đảng Bảo thủ                    |      | David Cameron      | 11,334,920 (36.9%) |          | 331 (50.9%) | 331 / 650 |
| Công Đảng                       |      | Ed Miliband        | 9,344,328 (30.4%)  |          | 232 (35.7%) | 232 / 650 |
| Đảng Độc lập Anh                |      | Nigel Farage       | 3,881,129 (12.6%)  |          | 1 (0.2%)    | 1 / 650   |
| Dân chủ Tự do                   |      | Nick Clegg         | 2,415,888 (7.9%)   |          | 8 (1.2%)    | 8 / 650   |
| Đảng Quốc gia Scotland          |      | Nicola Sturgeon    | 1,454,436 (4.7%)   |          | 56 (8.6%)   | 56 / 650  |
| Đảng Xanh                       |      | Natalie Bennett    | 1,157,613 (3.8%)   |          | 1 (0.2%)    | 1 / 650   |
| Đảng Thống nhất Dân chủ         |      | Peter Robinson     | 184,260 (0.6%)     |          | 8 (1.2%)    | 8 / 650   |
| Plaid Cymru                     |      | Leanne Wood        | 181,694 (0.6%)     |          | 3 (0.5%)    | 3 / 650   |
| Sinn Féin                       |      | Gerry Adams        | 176,232 (0.6%)     |          | 4 (0.6%)    | 4 / 650   |
| Đảng Hợp nhất Ulster            |      | Mike Nesbitt       | 114,935 (0.4%)     |          | 2 (0.3%)    | 2 / 650   |
| Đảng Xã hội Dân chủ và Lao động |      | Alasdair McDonnell | 99,809 (0.3%)      |          | 3 (0.5%)    | 3 / 650   |
| Khác                            |      | —                  | 349,487 (1.1%)     |          | 1 (0.2%)    | 1 / 650   |

|         |           |     |      |
| ↓       |           |     |      |
| 331     | 232       | 56  | 31   |
| Bảo thủ | Công đảng | SNP | khác |

| \| Phiếu bầu \| Phiếu bầu \| Phiếu bầu \| Phiếu bầu \| Phiếu bầu \| \| ----------------- \| ----------------- \| --------- \| --------- \| --------- \| \| \| \| \| \| \| \| Bảo thủ \| Bảo thủ \| \| 36.8% \| 36.8% \| \| Công đảng \| Công đảng \| \| 30.4% \| 30.4% \| \| Độc lập Anh \| Độc lập Anh \| \| 12.6% \| 12.6% \| \| Dân chủ Tự do \| Dân chủ Tự do \| \| 7.9% \| 7.9% \| \| Quốc gia Scotland \| Quốc gia Scotland \| \| 4.7% \| 4.7% \| \| Đảng Xanh \| Đảng Xanh \| \| 3.8% \| 3.8% \| \| Khác \| Khác \| \| 3.7% \| 3.7% \| |                   |  |       |       |
| Phiếu bầu |                   |  |       |       |
| |                   |  |       |       |
| Bảo thủ | Bảo thủ           |  | 36.8% | 36.8% |
| Công đảng | Công đảng         |  | 30.4% | 30.4% |
| Độc lập Anh | Độc lập Anh       |  | 12.6% | 12.6% |
| Dân chủ Tự do | Dân chủ Tự do     |  | 7.9%  | 7.9%  |
| Quốc gia Scotland | Quốc gia Scotland |  | 4.7%  | 4.7%  |
| Đảng Xanh | Đảng Xanh         |  | 3.8%  | 3.8%  |
| Khác | Khác              |  | 3.7%  | 3.7%  |

| \| Ghế nghị viện \| Ghế nghị viện \| Ghế nghị viện \| Ghế nghị viện \| Ghế nghị viện \| \| ----------------- \| ----------------- \| ------------- \| ------------- \| ------------- \| \| \| \| \| \| \| \| Bảo thủ \| Bảo thủ \| \| 50.8% \| 50.8% \| \| Công đảng \| Công đảng \| \| 35.7% \| 35.7% \| \| Quốc gia Scotland \| Quốc gia Scotland \| \| 8.6% \| 8.6% \| \| Dân chủ Tự do \| Dân chủ Tự do \| \| 1.2% \| 1.2% \| \| Hợp nhất Dân chủ \| Hợp nhất Dân chủ \| \| 1.2% \| 1.2% \| \| Khác \| Khác \| \| 2.4% \| 2.4% \| |                   |  |       |       |
| Ghế nghị viện |                   |  |       |       |
| |                   |  |       |       |
| Bảo thủ | Bảo thủ           |  | 50.8% | 50.8% |
| Công đảng | Công đảng         |  | 35.7% | 35.7% |
| Quốc gia Scotland | Quốc gia Scotland |  | 8.6%  | 8.6%  |
| Dân chủ Tự do | Dân chủ Tự do     |  | 1.2%  | 1.2%  |
| Hợp nhất Dân chủ | Hợp nhất Dân chủ  |  | 1.2%  | 1.2%  |
| Khác | Khác              |  | 2.4%  | 2.4%  |

| Đảng chính trị | Đảng chính trị                                     | Lãnh đạo                       | Ứng cử | Số phiếu bầu | Được bầu | Số ghế tăng | Số ghế mất | Thay đổi số ghế | % số ghế         | % phiều bầu | Thay đổi % phiếu bầu |
| -------------- | -------------------------------------------------- | ------------------------------ | ------ | ------------ | -------- | ----------- | ---------- | --------------- | ---------------- | ----------- | -------------------- |
|                | Đảng Bảo thủ                                       | David Cameron                  | 647    | 11,300,303   | 330      | 38          | 10         | +28             | 50.8             | 36.8        | +0.7                 |
|                | Công đảng                                          | Ed Miliband                    | 631    | 9,344,328    | 232      | 22          | 46         | −24             | 35.7             | 30.4        | +1.5                 |
|                | Đảng Quốc gia Scotland                             | Nicola Sturgeon                | 59     | 1,454,436    | 56       | 50          | 0          | +50             | 8.6              | 4.7         | +3.1                 |
|                | Đảng Dân chủ Tự do                                 | Nick Clegg                     | 631    | 2,415,888    | 8        | 0           | 48         | −48             | 1.2              | 7.9         | −15.1                |
|                | Đảng Hợp nhất Dân chủ                              | Peter Robinson                 | 16     | 184,260      | 8        | 1           | 1          | 0               | 1.2              | 0.6         | 0.0                  |
|                | Sinn Féin                                          | Gerry Adams                    | 18     | 176,232      | 4        | 0           | 1          | −1              | 0.6              | 0.6         | 0.0                  |
|                | Plaid Cymru                                        | Leanne Wood                    | 40     | 181,694      | 3        | 0           | 0          | 0               | 0.5              | 0.6         | 0.0                  |
|                | Đảng Hợp nhất Ulster                               | Mike Nesbitt                   | 15     | 114,935      | 2        | 2           | 0          | +2              | 0.3              | 0.4         | N/A                  |
|                | Đảng Xã hội Dân chủ và Lao động                    | Alasdair McDonnell             | 18     | 99,809       | 3        | 0           | 0          | 0               | 0.5              | 0.3         | 0.0                  |
|                | Đảng Độc lập Anh                                   | Nigel Farage                   | 624    | 3,881,129    | 1        | 0           | 1          | −1              | 0.2              | 12.6        | +9.5                 |
|                | Đảng Xanh của Anh và xứ Wales                      | Natalie Bennett                | 575    | 1,157,613    | 1        | 0           | 0          | 0               | 0.2              | 3.8         | +2.8                 |
|                | Độc lập                                            |                                | 170    | 98,711       | 1        | 0           | 0          | 0               | 0.2              | 0.3         | −0.2                 |
|                | Phát ngôn Hạ viện                                  | John Bercow                    | 1      | 34,617       | 1        | 0           | 0          | 0               | 0.2              | 0.1         | 0.0                  |
|                | Đảng Liên minh Bắc Ireland                         | David Ford                     | 18     | 61,556       | 0        | 0           | 1          | −1              | 0                | 0.2         | +0.1                 |
|                | Liên minh Xã hội chủ nghĩa và thống nhất công đoàn | Dave Nellist                   | 128    | 36,327       | 0        | 0           | 0          | 0               | 0                | 0.1         | +0.1                 |
|                | Đảng Hành động Thể chất Quốc gia                   | Richard Taylor & Clive Peedell | 13     | 20,210       | 0        | 0           | 0          | 0               | 0                | 0.1         | 0.0                  |
|                | Tiếng nói Công đoàn truyền thống                   | Jim Allister                   | 7      | 16,538       | 0        | 0           | 0          | 0               | 0                | 0.1         | 0.0                  |
|                | Đảng Tôn trọng                                     | George Galloway                | 4      | 9,989        | 0        | 0           | 1          | −1              | 0                | 0.0         | −0.1                 |
|                | Đảng Cần Sa an toàn hơn là Rượu                    | Paul Birch                     | 34     | 8,419        | 0        | 0           | 0          | 0               | 0                | 0.0         | Mới                  |
|                | Liên minh Lợi ích trước Nhân dân                   | Tập thể                        | 1      | 7,854        | 0        | 0           | 0          | 0               | 0                | 0.0         | 0.0                  |
|                | Yorkshire thứ nhất                                 | Richard Carter                 | 14     | 6,811        | 0        | 0           | 0          | 0               | 0                | 0.0         | Mới                  |
|                | Đảng Dân chủ Anh                                   | Robin Tilbrook                 | 35     | 6,531        | 0        | 0           | 0          | 0               | 0                | 0.0         | −0.2                 |
|                | Mebyon Kernow                                      | Dick Cole                      | 6      | 5,675        | 0        | 0           | 0          | 0               | 0                | 0.0         | 0.0                  |
|                | Lincolnshire Độc lập                               | Marianne Overton               | 5      | 5,407        | 0        | 0           | 0          | 0               | 0                | 0.0         | 0.0                  |
|                | Đảng Tự do (Anh, 1989)                             | Steve Radford                  | 4      | 4,480        | 0        | 0           | 0          | 0               | 0                | 0.0         | 0.0                  |
|                | Đảng Văn phòng Người điên Tiếng thét Quái vật      | Alan "Howling Laud" Hope       | 27     | 3,898        | 0        | 0           | 0          | 0               | 0                | 0.0         | 0.0                  |
|                | Save Withybush Save Lives Độc lập                  | Chris Overton                  | 1      | 3,729        | 0        | 0           | 0          | 0               | 0                | 0.0         | Mới                  |
|                | Đảng Lao động Xã hội chủ nghĩa                     | Arthur Scargill                | 8      | 3,481        | 0        | 0           | 0          | 0               | 0                | 0.0         | 0.0                  |
|                | Liên minh Nhân dân Thiên chúa                      | Sidney Cordle                  | 17     | 3,260        | 0        | 0           | 0          | 0               | 0                | 0.0         | 0.0                  |
|                | Đảng Thiên chúa                                    | Jeff Green                     | 9      | 3,205        | 0        | 0           | 0          | 0               | 0                | 0.0         | −0.1                 |
|                | Không rõ                                           |                                |        | 3,012        | 0        | 0           | 0          | 0               | 0                | 0.0         | 0.0                  |
|                | Đảng Công nhân Ireland                             | John Lowry                     | 5      | 2,724        | 0        | 0           | 0          | 0               | 0                | 0.0         | 0.0                  |
|                | Đảng Đông Bắc                                      | Hilton Dawson                  | 4      | 2,138        | 0        | 0           | 0          | 0               | 0                | 0.0         | 0.0                  |
|                | Poole Nhân dân                                     | Mike Howell                    | 1      | 1,766        | 0        | 0           | 0          | 0               | 0                | 0.0         | Mới                  |
|                | Đảng Quốc gia Anh                                  | Adam Walker                    | 8      | 1,667        | 0        | 0           | 0          | 0               | 0                | 0.0         | −1.9                 |
|                | Thường trú cho Uttlesford                          | John Lodge                     | 1      | 1,658        | 0        | 0           | 0          | 0               | 0                | 0.0         | Mới                  |
|                | Đảng thứ nhất Rochdale                             | Farooq Ahmed                   | 1      | 1,535        | 0        | 0           | 0          | 0               | 0                | 0.0         | Mới                  |
|                | Đảng Cướp biển Anh                                 | Laurence Kaye                  | 6      | 1,130        | 0        | 0           | 0          | 0               | 0                | 0.0         | 0.0                  |
|                | Mặt trận Quốc gia Anh                              | Kevin Bryan                    | 7      | 1,114        | 0        | 0           | 0          | 0               | 0                | 0.0         | 0.0                  |
|                | Đảng Đoàn kết Xã hội                               | Kamran Malik                   | 5      | 1,102        | 0        | 0           | 0          | 0               | 0                | 0.0         | Mới                  |
|                | Đảng Sự thực                                       | Mark "Bez" Berry               | 3      | 1,029        | 0        | 0           | 0          | 0               | 0                | 0.0         | Mới                  |
|                | Đảng Southport                                     | David Cobham                   | 1      | 992          | 0        | 0           | 0          | 0               | 0                | 0.0         | Mới                  |
|                | Đảng Toàn Dân                                      | Prem Goyal                     | 4      | 981          | 0        | 0           | 0          | 0               | 0                | 0.0         | Mới                  |
|                | Đảng Hòa bình Anh                                  | John Morris                    | 4      | 957          | 0        | 0           | 0          | 0               | 0                | 0.0         | Mới                  |
|                | Liên minh Độc lập Bournemouth                      | David Ross                     | 1      | 903          | 0        | 0           | 0          | 0               | 0                | 0.0         | Mới                  |
|                | Đảng Xã hội chủ nghĩa Đại Anh                      | Tập thể                        | 10     | 899          | 0        | 0           | 0          | 0               | 0                | 0.0         | Mới                  |
|                | Đảng Xã hội chủ nghĩa Scotland                     | Executive Committee            | 4      | 875          | 0        | 0           | 0          | 0               | 0                | 0.0         | 0.0                  |
|                | Liên minh cho chủ nghĩa Xã hội Xanh                | Mike Davies                    | 3      | 852          | 0        | 0           | 0          | 0               | 0                | 0.0         | 0.0                  |
|                | Lá phiếu của bạn có thể cứu bệnh viện của chúng ta | Sandra Allison                 | 1      | 849          | 0        | 0           | 0          | 0               | 0                | 0.0         | Mới                  |
|                | Wigan Độc lập                                      | Gareth Fairhurst               | 1      | 768          | 0        | 0           | 0          | 0               | 0                | 0.0         | Mới                  |
|                | Đảng Phúc lợi Động vật                             | Vanessa Hudson                 | 4      | 736          | 0        | 0           | 0          | 0               | 0                | 0.0         | 0.0                  |
|                | Điều mới                                           | James Smith                    | 2      | 695          | 0        | 0           | 0          | 0               | 0                | 0.0         | Mới                  |
|                | Đồng lòng                                          | Helen Tyrer                    | 1      | 637          | 0        | 0           | 0          | 0               | 0                | 0.0         | Mới                  |
|                | Đảng Tự do Quốc gia Anh, 1999                      | Hội đồng Quốc gia              | 2      | 627          | 0        | 0           | 0          | 0               | 0                | 0.0         | Mới                  |
|                | Độc lập chống lại xã hội bất công                  | Steve Walmsley                 | 1      | 603          | 0        | 0           | 0          | 0               | 0                | 0.0         | Mới                  |
|                | Đảng Thống nhất từ châu Âu                         | Mike Nattrass                  | 5      | 578          | 0        | 0           | 0          | 0               | 0                | 0.0         | Mới                  |
|                | Đảng Whig                                          | Waleed Ghani                   | 4      | 561          | 0        | 0           | 0          | 0               | 0                | 0.0         | Mới                  |
|                | Đảng Cộng sản Anh                                  | Robert Griffiths               | 9      | 555          | 0        | 0           | 0          | 0               | 0                | 0.0         | Mới                  |
|                | Khối Guildford Greenbelt                           | Susan Parker                   | 1      | 538          | 0        | 0           | 0          | 0               | 0                | 0.0         | Mới                  |
|                | Đảng chiến tranh giai cấp                          | Ian Bone                       | 7      | 526          | 0        | 0           | 0          | 0               | 0                | 0.0         | Mới                  |
|                | Đảng vượt và vượt xa hơn                           | Mark Flanagan                  | 5      | 522          | 0        | 0           | 0          | 0               | 0                | 0.0         | Mới                  |
|                | Đảng phương Bắc                                    | Mark Dawson                    | 5      | 506          | 0        | 0           | 0          | 0               | 0                | 0.0         | Mới                  |
|                | Đảng Cách mạng Công nhân Anh                       | Sheila Torrance                | 7      | 488          | 0        | 0           | 0          | 0               | 0                | 0.0         | 0.0                  |
|                | Đảng Thống nhất cánh tả                            | Kate Hudson                    | 10     | 455          | 0        | 0           | 0          | 0               | 0                | 0.0         | Mới                  |
|                | Đảng Tự do Đại Anh                                 | Paul Weston                    | 3      | 418          | 0        | 0           | 0          | 0               | 0                | 0.0         | Mới                  |
|                | Nhân dân số một                                    | Gwerin Gyntaf                  | 1      | 407          | 0        | 0           | 0          | 0               | 0                | 0.0         | Mới                  |
|                | Khác                                               |                                |        | 7,958        | 0        | 0           | 0          | 0               | 0                | 0.0         | N/A                  |
| Tổng           | Tổng                                               | Tổng                           | 3,921  | 30,691,680   | 650      | -           | -          | -               | Số người tham dự | 66.1        | -                    |

### Kết quả
Mặc dù dự đoán trước tổng tuyển cử cho rằng 2 đảng Bảo thủ và Công đảng có số phiếu sít sao, nhưng đảng Bảo thủ đã chiến thắng một cách thuyết phục. Lãnh đạo đảng Bảo thủ đương kim thủ tướng David Cameron đã thành lập chính phủ độc đảng, trong khi đó đảng liên minh Dân chủ Tự do đã thất bại nặng nề kể từ cuộc tổng tuyển cử 1970.
Công đảng đạt mức dưới mức thăm dò trước tổng tuyển cử, giành được 232 ghế mất 24 ghế. Sự thất bại nằm ở Scotland nơi Đảng Quốc gia Scotland chiếm đa số ghế tại khu vực này, không những vậy Đảng Quốc gia Scotland còn chiếm được các ghế ở vị trí then chốt của Đảng Lao động Scotland và lãnh đạo Đảng Jim Murphy có nguy cơ buộc phải từ chức sau khi đảng này chỉ được có 1 ghế tại Scotland đây là thất bại nặng nề nhất sau cuộc tổng tuyển cử 1987. Lãnh đạo Công đảng Ed Miliband đã từ chức sau sự thất bại.
Mối đe dọa của chính phủ là đảng Độc lập Anh (UKIP) sẽ thành lập chính phủ Công đảng, nhưng UKIP chỉ giành được 1 ghế. Mặc dù có số phiếu đứng thứ 3 12,9%, nhưng UKIP chỉ có 1 ghế và lãnh đạo đảng Nigel Farage không thể giành chiến thắng tại khu vực Nam Thanet và đã từ chức sau cuộc tổng tuyển cử. Nhưng Hội đồng điều hành đảng UKIP đã từ chối sự từ chức và ông tiếp tục đảm nhiệm lãnh đạo đảng.

### Bình đẳng giới
Cuộc tổng tuyển cử cho thấy sự gia tăng nghị sĩ là nữ, từ 147 (23% tổng số, trong đó có 87 Công đảng, 47 Bảo thủ, 7 Dân chủ Tự do, 1 SNP, 5 khác) lên 191 (29% tổng số, trong đó có 99 Công đảng, 68 Bảo thủ, 20 SNP, 4 khác). Vùng có tị trọng nghị sĩ lớn nhất là Đông Bắc nước Anh.

## Hậu quả
Vào ngày 8/5 lãnh đạo 3 đảng công bố từ chức vào mỗi giờ khác nhau. Ed Miliband (Công đảng) và Nick Clegg (Dân chủ Tự do) từ chức do kết quả của Đảng mình tồi tệ hơn dự kiến trong cuộc bầu cử, mặc dù cả hai đã được bầu lại ghế trong Quốc hội. Nigel Farage (UKIP) từ chức vì ông đã không được bầu làm nghị sĩ tại Nam Thanet, tuy nhiên ngày 11 đảng UKIP đã từ chối việc từ chức của Nigel, vì các thành viên cho rằng chiến dịch tranh cử "đã thành công lớn" và Nigel tiếp tục là lãnh đạo UKIP. 